# Andrew Feustel
Andrew Jay Feustel (født 25. august 1965) er en NASA-astronaut hans første rummision var rumfærge-missionen STS-125 til Hubble-rumteleskopet hvor han deltog som 5. missionsspecialist med tre rumvandringer. Hans anden mission var STS-134, hvor han på tre rumvandringer bl.a. installerede det partikelfysiske instrument Alpha Magnetic Spectrometer (AMS-2) på den Internationale Rumstation (ISS). 